# Iž
Iž (italijansko: Eso, nemško: Ese) je severnodalmatinski otok v Zadarskem arhipelagu. Leži v srednjem delu otočja med Ugljanom in Dugim otokom. S površino 16,51 km² spada med manjše naseljene otoke na Hrvaškem.

## Geografija
Iž leži v Zadarskem arhipelagu med Dugim otokom in Ugljanom, od katerih ju ločujeta Srednji kanal na vzhodu in Iški kanal na zahodu. Površina otoka je 16,51 km². Dolžina obale meri 35,222 km. Obkrožen je z desetimi otočki, med katerima sta največja Knežak in Veli Otok. Pred vhodom v pristanišče mesta Veli Iž leži otoček Rutnjak, ki je urejen v park. Najvišji vrh je 168 mnm visoki Korinjak, ki leži na severu otoka.
Na otoku, ki ja na površini okoli 1,5 km² porasel z gostim borovim gozdom je blago mediteransko podnebje s srednjo letno temperaturo 15 °C.
V zalivu Soline, ki leži na severozahodni strani otoka nasproti otočku Sridnji Otok je ribogojnica.
Južno od naselja Mali Iž leži v majhnem zalivčku Bršanj okoli 60 m dolg valobran na katerem pristajajo trajekti, ki Iž povezujejo z Zadrom. Tu je osrednje otoško pristanišče, ki je s cesto povezano z ostalimi kraji na otoku.

## Prebivalstvo
Število stalnih prebivalcev je 615. Le ti večinoma živijo v dveh naseljih: Mali in Veli Iž (popis 2011).

## Gospodarstvo
Otočani se v glavnem ukvarjajo s kmetijstvom. Gojijo oljke, vinsko trto, ukvarjajo pa se tudi ribolovom.

## Zgodovina
Otok, ki je bil naseljen že v prazgodovini, je Porfirogenet v začetku 10. stol. v svojih zapisih imenoval Ez. V starih listinah iz srednjega veka pa se od 13. stol. dalje imenuje z današnjim imenom.